# Windigsteig
Windigsteig ist eine Marktgemeinde mit 956 Einwohnern (Stand 1. Jänner 2025) im Bezirk Waidhofen an der Thaya in Niederösterreich.

## Geografie
Windigsteig liegt im nördlichen Waldviertel in Niederösterreich. Die Fläche der Marktgemeinde umfasst 25,49 Quadratkilometer. 21,57 Prozent der Fläche sind bewaldet.

### Gemeindegliederung
Das Gemeindegebiet umfasst folgende 13 Ortschaften (in Klammern Einwohnerzahl Stand 1. Jänner 2025):
- Edengans (21)
- Grünau (29)
- Kleinreichenbach (76)
- Kottschallings (80)
- Lichtenberg (54)
- Markl (88)
- Matzlesschlag (50)
- Meires (69)
- Rafings (67)
- Rafingsberg (18)
- Waldberg (44)
- Willings (40)
- Windigsteig (320)

Katastralgemeinden sind Edengans, Grünau, Kleinreichenbach, Kottschallings, Lichtenberg, Markl, Matzlesschlag, Meires, Rafings, Waldberg, Willings und Windigsteig.

### Nachbargemeinden
|       | Waidhofen an der Thaya-Land                 | Waidhofen an der Thaya |
| Vitis | Kompassrose, die auf Nachbargemeinden zeigt | Göpfritz an der Wild   |
|       | Schwarzenau                                 |                        |

## Geschichte
Erstmals urkundlich erwähnt wurde Windigsteig im Jahr 1281. Die Jahreszahlen der ersten urkundlichen Nennung von ausgewählten Katastralgemeinden von Windigsteig sind: Matzlesschlag 1150, Meires 1232, Rafings 1292, Kottschallings 1311 und Markl 1395. Die Bezeichnung von Windigsteig als Markt ist seit 1377 bezeugt. Vom 15. bis ins 18. Jahrhundert war der Ortsteil Rafingsberg ein bekannter Marienwallfahrtsort. Die Gräfin Maria Leopoldina von Polheim stiftete 1736 im Ortsteil Markl ein Spital mit einer Kapelle, das später in einen Meierhof umgewandelt wurde. Seit dem späten 19. Jahrhundert kam es zu einer Siedlungserweiterung von Windigsteig Richtung Norden. Zwischen 1915 und 1918 bestand im Gemeindegebiet das Internierungslager Markl, in dem vor allem Staatsbürger aus mit Österreich-Ungarn im Krieg befindlichen Staaten interniert wurden.
Im Zuge der NÖ. Kommunalstrukturverbesserung wurden am 1. Jänner 1967 die Gemeinden  Markl, Nonndorf bei Grünau (ohne Katastralgemeinde Nonndorf) und Rafings eingemeindet, am 1. Jänner 1971 folgte die Gemeinde Meires.

### Einwohnerentwicklung
| Windigsteig: Einwohnerzahlen von 1869 bis 2025      | Windigsteig: Einwohnerzahlen von 1869 bis 2025 | Windigsteig: Einwohnerzahlen von 1869 bis 2025 | Windigsteig: Einwohnerzahlen von 1869 bis 2025 | Windigsteig: Einwohnerzahlen von 1869 bis 2025 |
| --------------------------------------------------- | ---------------------------------------------- | ---------------------------------------------- | ---------------------------------------------- | ---------------------------------------------- |
| Jahr                                                |                                                |                                                |                                                | Einwohner                                      |
| 1869                                                | 1869                                           |                                                | 1.549                                          | 1.549                                          |
| 1880                                                | 1880                                           |                                                | 1.555                                          | 1.555                                          |
| 1890                                                | 1890                                           |                                                | 1.575                                          | 1.575                                          |
| 1900                                                | 1900                                           |                                                | 1.465                                          | 1.465                                          |
| 1910                                                | 1910                                           |                                                | 1.504                                          | 1.504                                          |
| 1923                                                | 1923                                           |                                                | 1.461                                          | 1.461                                          |
| 1934                                                | 1934                                           |                                                | 1.543                                          | 1.543                                          |
| 1939                                                | 1939                                           |                                                | 1.532                                          | 1.532                                          |
| 1951                                                | 1951                                           |                                                | 1.555                                          | 1.555                                          |
| 1961                                                | 1961                                           |                                                | 1.433                                          | 1.433                                          |
| 1971                                                | 1971                                           |                                                | 1.431                                          | 1.431                                          |
| 1981                                                | 1981                                           |                                                | 1.267                                          | 1.267                                          |
| 1991                                                | 1991                                           |                                                | 1.168                                          | 1.168                                          |
| 2001                                                | 2001                                           |                                                | 1.117                                          | 1.117                                          |
| 2011                                                | 2011                                           |                                                | 1.001                                          | 1.001                                          |
| 2021                                                | 2021                                           |                                                | 924                                            | 924                                            |
| 2025                                                | 2025                                           |                                                | 956                                            | 956                                            |
| Quelle(n): Statistik Austria, Gebietsstand 1.1.2021 |                                                |                                                |                                                |                                                |

## Kultur und Sehenswürdigkeiten
- Schloss Grünau[3]
- Schloss Meires – Renaissancebau

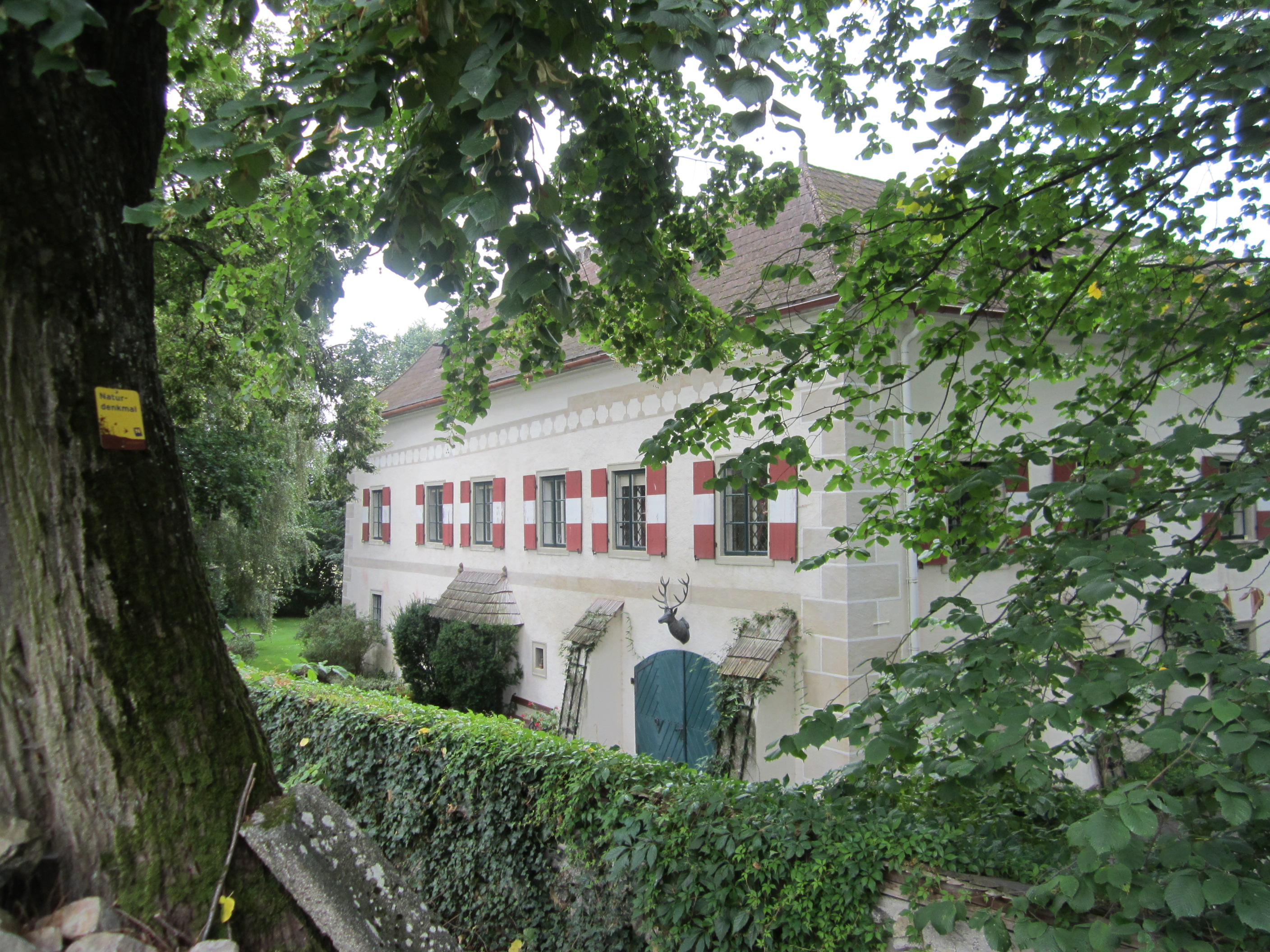
Schloss Grünau

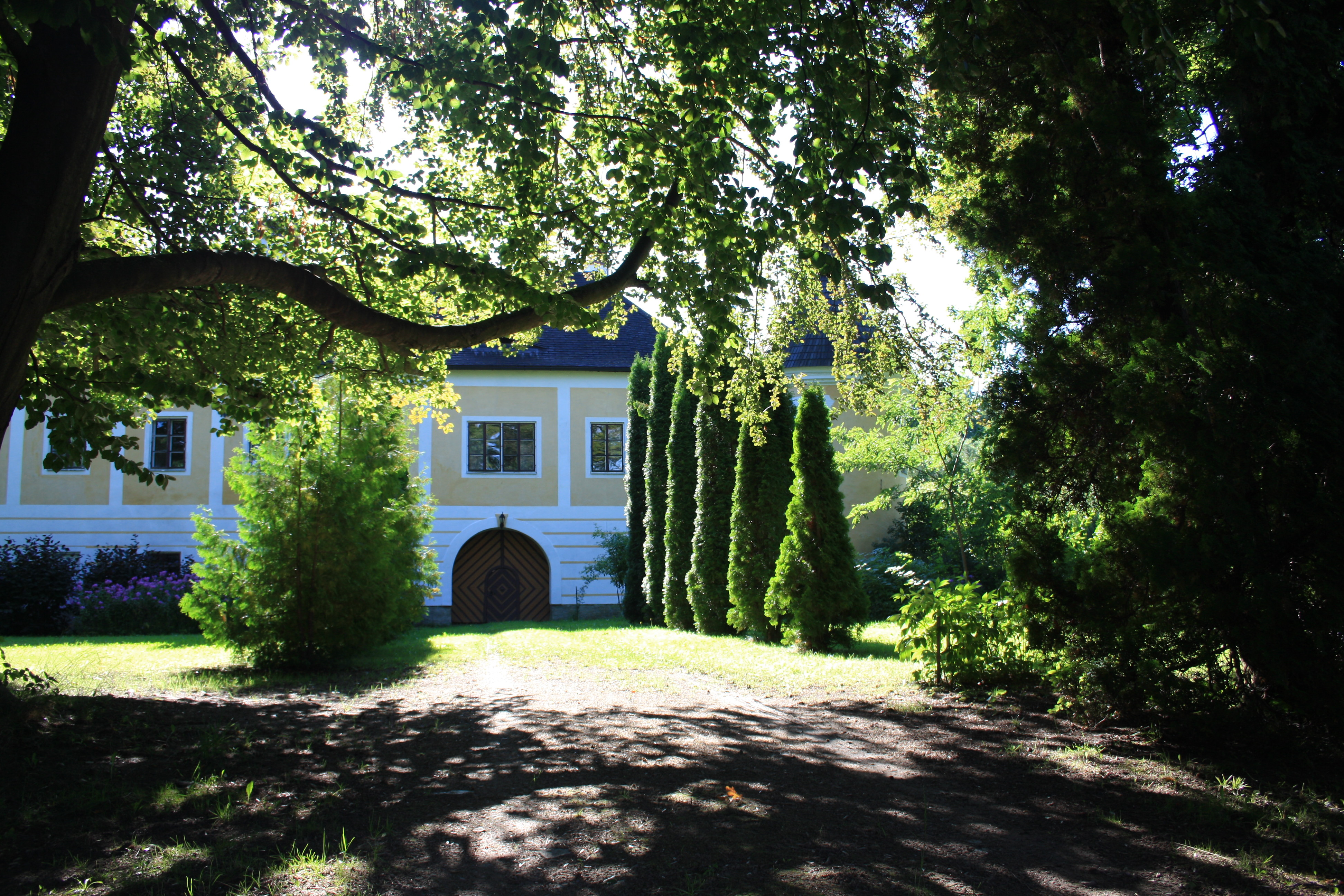
Schloss Meires

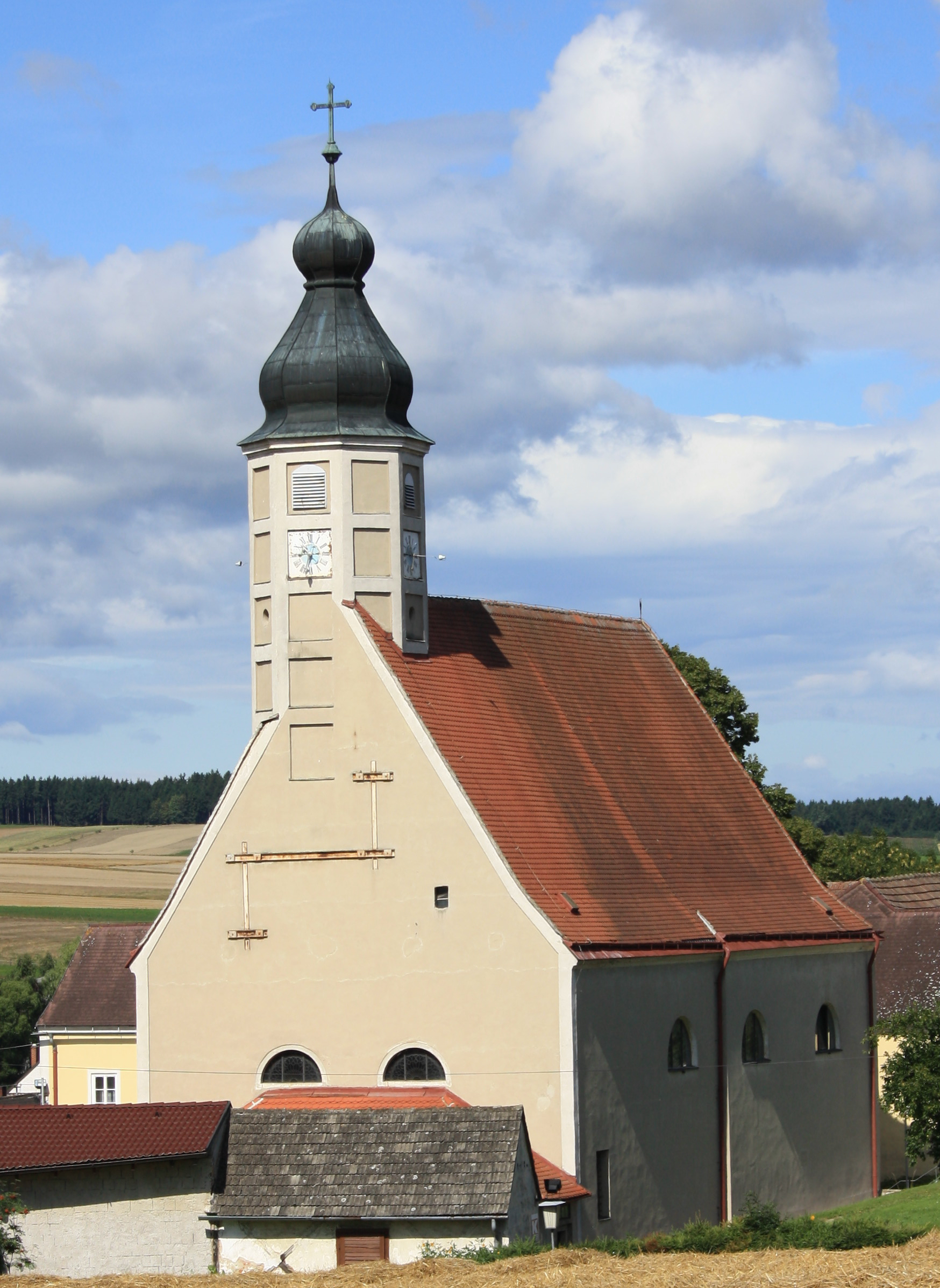
Pfarrkirche Windigsteig

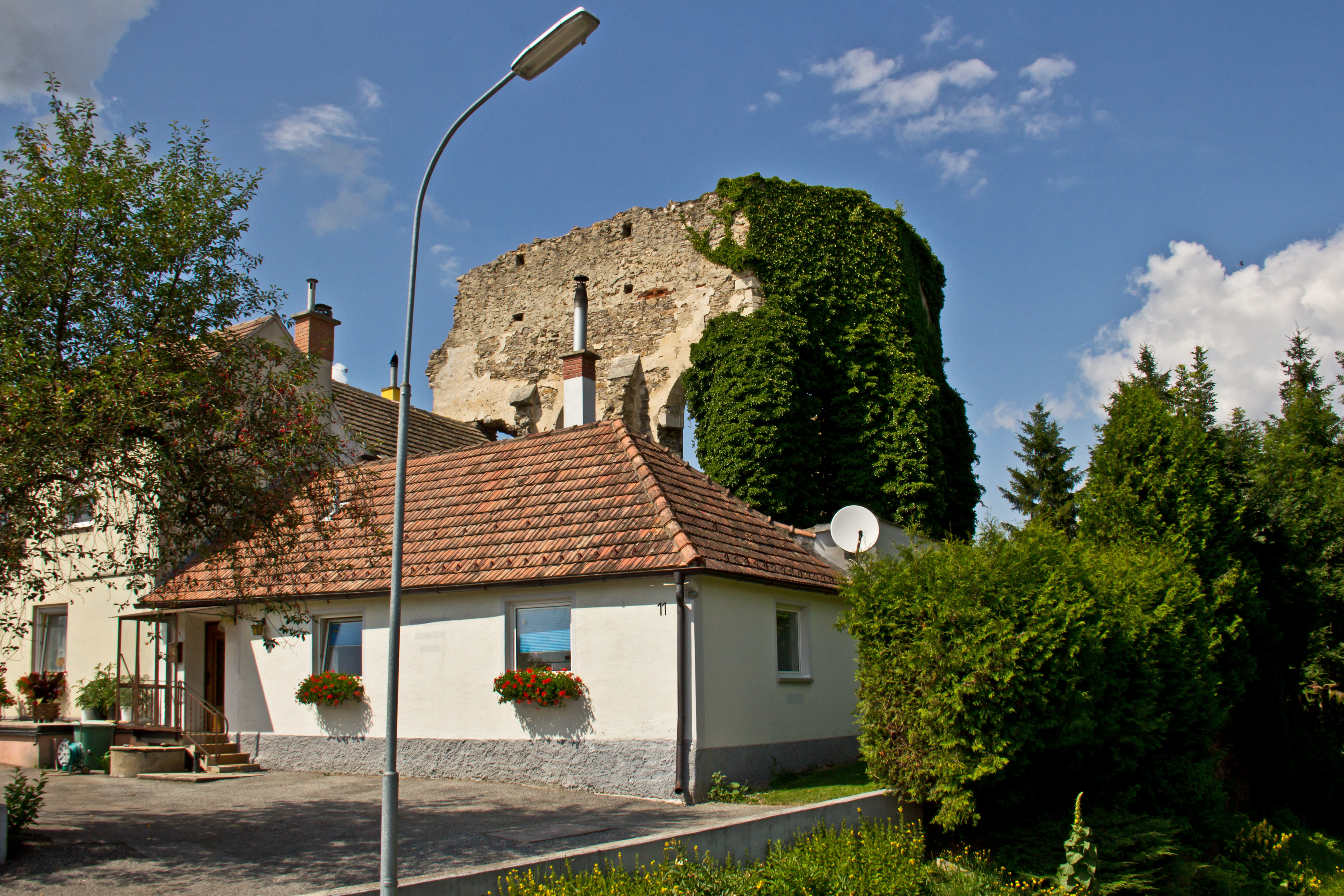
Kirchenruine Rafingsberg

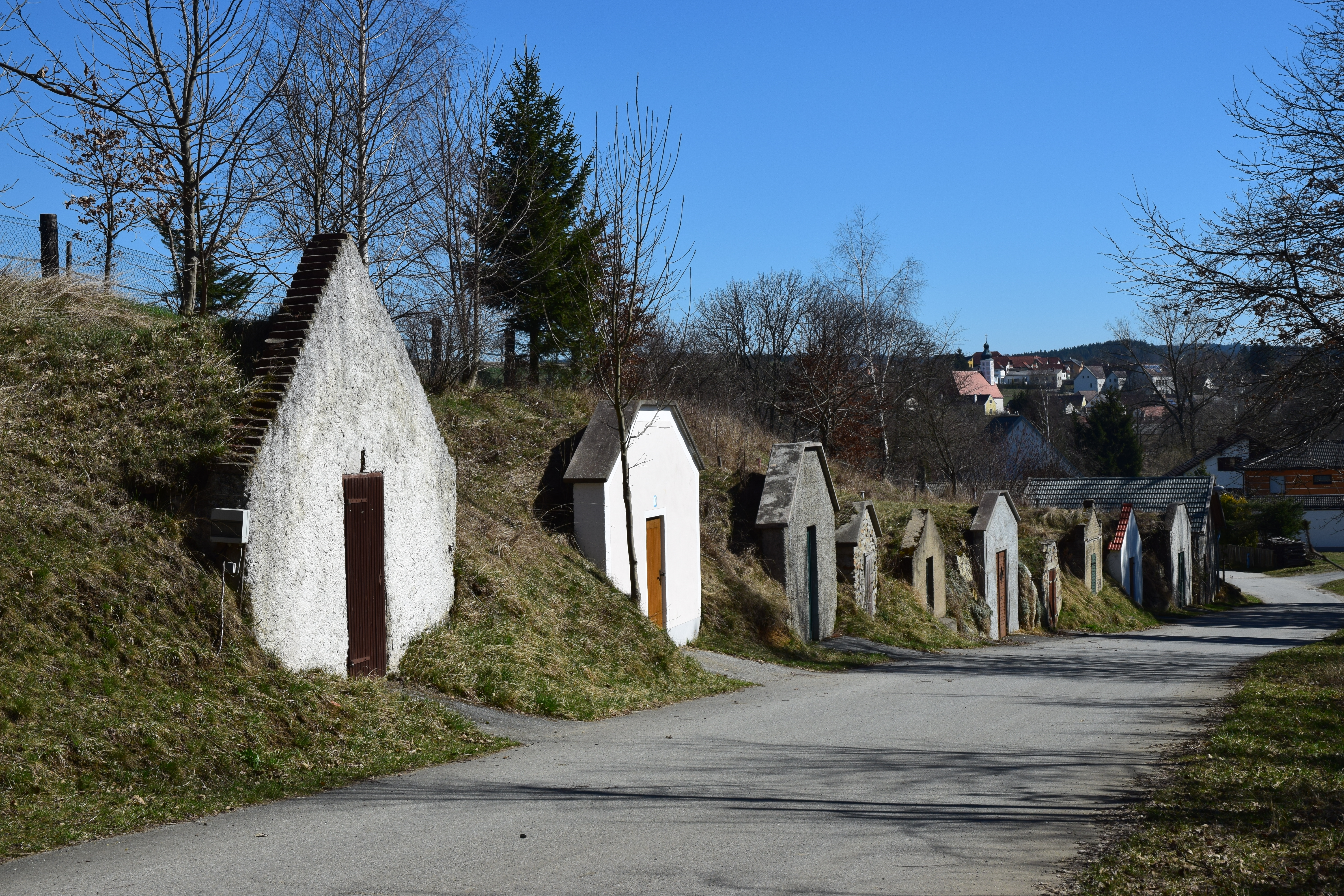
Kellergasse Markl in Windigsteig

- Katholische Pfarrkirche Windigsteig hl. Laurentius: Die barocke dreischiffige Kirche hat vermutlich einen gotischem Kern, um 1300 von Kuenringen gestiftet. Als die Wallfahrtskirche im Ortsteil Rafingsberg im Zuge der josephinistischen Reformen aufgelassen wurde, wurden große Teile von deren barocker Ausstattung in die Windigsteiger Pfarrkirche übertragen. Darunter befindet sich das Gnadenbild von Rafingsberg, das seit 1784 in Sankt Laurentius aufgestellt ist. Die Erneuerung des Westtraktes des Pfarrhofs wird dem Barockbaumeister Joseph Munggenast zugeschrieben.
- Kirchenruine Rafingsberg: Von der gotischen Wallfahrtskirche Sieben Schmerzen Marien in Rafingsberg ist eine Ruine erhalten.

## Wirtschaft und Infrastruktur
Nichtlandwirtschaftliche Arbeitsstätten gab es 39 im Jahr 2011, land- und forstwirtschaftliche Betriebe 53 (Stand 2010). Die Zahl der Erwerbstätigen am Wohnort betrug im Jahr 2011:
- 50 in Land- und Forstwirtschaft
- 54 im Produktionssektor
- 71 im Dienstleistungssektor

### Verkehr

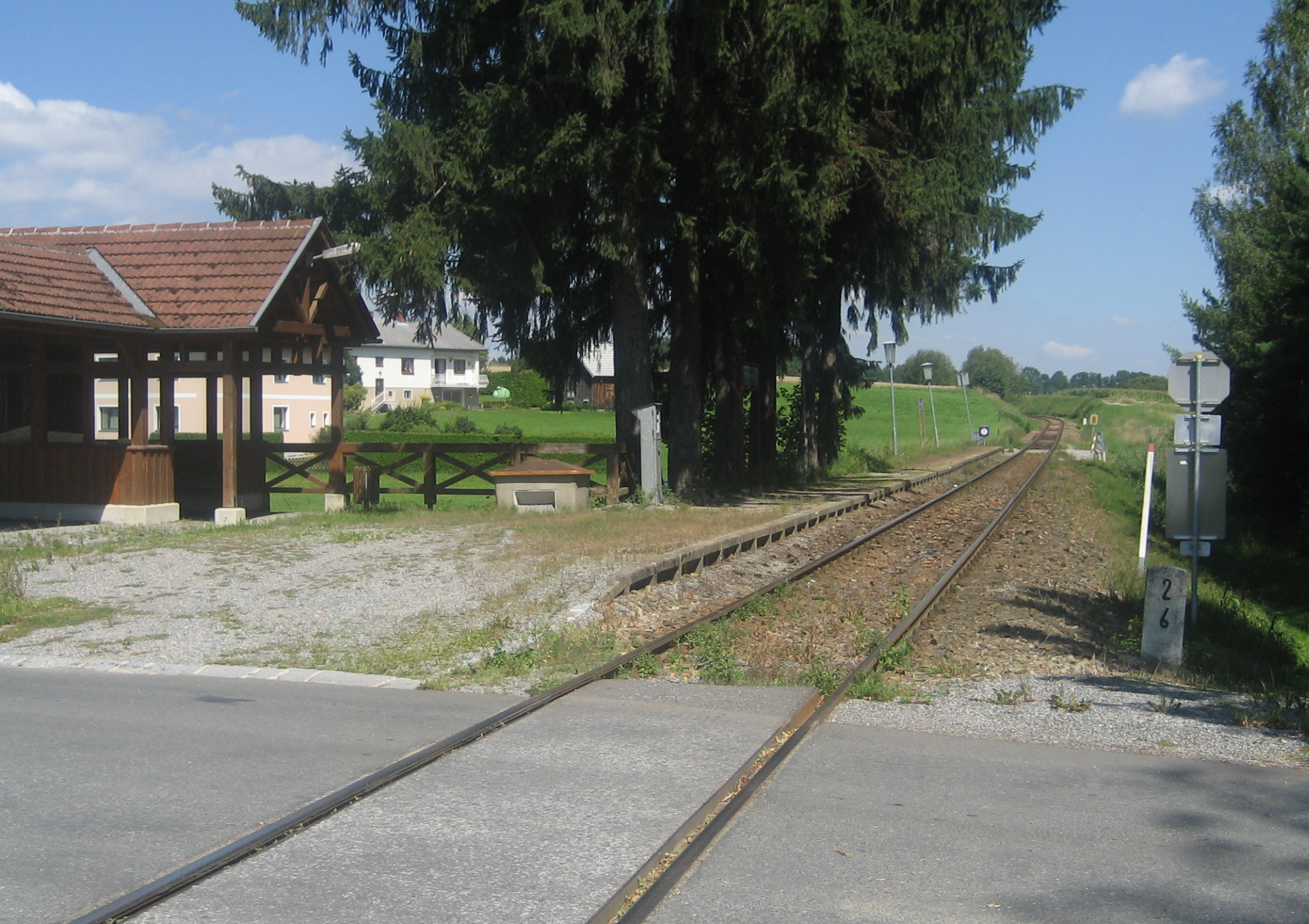
Ehemalige Haltestelle Kottschallings

- Eisenbahn: Am 12. Dezember 2010 wurden die Haltestellen Windigsteig und Kottschallings an der Thayatalbahn geschlossen, dadurch verschwanden die öffentlichen Anbindungen an Schwarzenau und Waidhofen/Thaya mittels Eisenbahn.
- Straße: Windigsteig liegt im Dreieck der Waldviertler Straße B2 im Süden, der Waidhofener Straße B5 im Nordosten und der Zwettler Straße B36 im Nordwesten.

### Öffentliche Einrichtungen
In Windigsteig befinden sich eine Volksschule und ein Kindergarten. Außerdem ist Windigsteig Mitglied beim Musikschulverband der Musikschule Vitis, die auch Unterricht in Windigsteig anbietet.

## Politik

### Gemeinderat
Der Gemeinderat hat 15 Mitglieder.
- Mit den Gemeinderatswahlen in Niederösterreich 1990 hatte der Gemeinderat folgende Verteilung: 13 ÖVP, 5 SPÖ und 1 FPÖ.
- Mit den Gemeinderatswahlen in Niederösterreich 1995 hatte der Gemeinderat folgende Verteilung: 11 ÖVP, 5 SPÖ, 2 PUB und 1 FPÖ.[10]
- Mit den Gemeinderatswahlen in Niederösterreich 2000 hatte der Gemeinderat folgende Verteilung: 10 ÖVP, 5 SPÖ, 3 PUB und 1 FPÖ.[11]
- Mit den Gemeinderatswahlen in Niederösterreich 2005 hatte der Gemeinderat folgende Verteilung: 12 ÖVP, 4 SPÖ und 3 PUB.[12]
- Mit den Gemeinderatswahlen in Niederösterreich 2010 hatte der Gemeinderat folgende Verteilung: 11 ÖVP, 5 SPÖ und 3 PUB.[13]
- Mit den Gemeinderatswahlen in Niederösterreich 2015 hatte der Gemeinderat folgende Verteilung: 11 ÖVP, 4 SPÖ und 4 PUB.[14]
- Mit den Gemeinderatswahlen in Niederösterreich 2020 hatte der Gemeinderat folgende Verteilung: 11 ÖVP, 4 SPÖ, 3 PUB–Partei Unabhängige Bürger und 1 FPÖ.[15]
- Mit den Gemeinderatswahlen in Niederösterreich 2025 hat der Gemeinderat folgende Verteilung: 11 ÖVP, 2 Parteiunabhängige Bürgerliste Windigsteig (PUB), 1 SPÖ und 1 FPÖ.[16]

### Bürgermeister
- bis 2010 Alfred Bräuer (ÖVP)
- 2010–2022 Manfred Herynek (ÖVP)
- seit 2022 Nikolaus Noé-Nordberg (ÖVP)

## Persönlichkeiten

### Söhne und Töchter der Stadt
- Jakub Antonín Pink (* nach 1690 Windigsteig; † nach 1748 Böhmen), Kirchenmaler der Barock in Böhmen
- Ernst Schönbauer (1885–1966), Politiker
- Leopold Wißgrill (* vermutlich 1701; † um 1770), Maurermeister und Architekt

### Ehrenbürger
- Wolfgang Wiedermann (* 1940), Abt von Stift Zwettl[17]